# Al Doilea Război Punic
Al Doilea Război Punic a fost conflictul dintre Roma și Cartagina ce a durat între anii 218 î.Hr. și 201 î.Hr., purtat timp de șaisprezece ani în Europa și în Africa.
Războiul a fost pornit de cartaginezi, care au dorit să se răzbune pentru înfrângerea pricinuită în primul război punic. Ca urmare, războiul a avut o amploare mai mare în ceea ce privește persoanele implicate, costurile economice și umane, impactul decisiv istoric, politic, social în întreaga lume mediteraneană.
Spre deosebire de Primul Război Punic, care a cuprins doar lupte navale, al doilea război punic a fost o succesiune continuă de lupte terestre prin dispunerea infanteriei, cavaleriei și elefanților. S-a făcut uz și de forțe navale, dar pentru a menține pozițiile armatelor și a susține acțiunile sau pentru a trimite diplomați dintr-un loc în altul.
Deși războiul a fost perceput ca fiind doar invazia lui Hannibal în peninsula italică, de fapt, întreagă Mediterană a fost implicată direct și indirect în disputa dintre Roma și Cartagina, fiind scena unor confruntări în Iberia, Gallia, Gallia Cisalpină, Italia și nordul Africii, iar diplomații celor două tabere beligerante porneau spre Numidia, Grecia, Macedonia, Siria, Asia Mică și Egipt.
Al doilea război punic este considerat a fi războiul desfășurat la cea mai mare scară din antichitate.

## Contextul politic

Lumea mediteraneană în 218 î.Hr.

### Cartagina
La sfârșitul primului război punic, Cartagina se afla într-o situație financiară dezastruoasă. Sume uriașe de 3200 de talanți trebuiau plătiți în 10 ani pentru despăgubirile de război. Prizonierii de război romani trebuiau eliberați rapid fără preț de răscumpărare. Sicilia a fost pierdută și a intrat sub autoritatea Romei, iar Cartagina avea interdicția de a se mai lupta cu aliații Romei. De asemenea, a primit interdicția de a mai plăti mercenari libieni și numidieni. A trebuit să îndure o revoltă sângeroasă ce a durat trei ani, ce a fost reprimată cu eforturi grele și brutalitate. Profitând de această revoltă, Roma a ocupat Sardinia și Corsica, forțând Cartagina pentru a plăti prețul suplimentar de 1200 de talanti pentru a evita o reizbucnire a războiului și nu a permite orașului să-și revină economic. Cartaginezii se vedeau umiliți, dar nu au putut face nimic, astfel, au acceptat înfrângerea. 
O bună parte a rutelor comerciale din care câștigau venituri substanțiale au fost deturnate pe cale pașnică spre controlul noilor stăpâni. Populația orașului era divizată și împărțită între aristocrație ce dispunea de proprietăți funciare mari, bazate pe agricultură, și o clasă de mijloc ce se baza pe comerț și meșteșug, era mai orientată spre expansionism pe coastele europene, crescându-i puterea antreprenorială.

### Roma
Roma s-a ales cu roadele războiului expansionist. Polybius intenționa să studieze modul în care Roma a ajuns stăpâna lumii în numai 50 de ani. Victoria asupra cartaginezilor le-a oferit un salt substanțial. În primul război punic, romanii nu încheiaseră de unificat Italia sub stăpânirea acestora. Coloniile grecești erau încă libere, iar populațiile de pe coasta Adriaticii, samniții, au rezistat, chiar dacă au fost învinse, însă nu și cucerite. 
Dar după război, Roma și-a consolidat controlul în întreaga peninsulă și și-a procurat provincia Sicilia, o regiune bogată, productivă, culturală. Senatul nu dezbătea modalitatea de extindere , ci unde, pentru a obține resursele pentru bugetul republicii. În cele din urmă, senatorii au decis să se extindă în toate direcțiile. Romanii au pătruns pe Câmpia Padului, i-au înfrânt pe liguri , blocând-le trecerea spre sud și a neutralizat pericolul galilor. În același timp, ofereau terenuri pentru veterani, creând diverse colonii. Și-au îndreptat atenția spre activitatea politică a reginei Teuta, capul acțiunilor piraților ilirici ce deranjau navigarea în Marea Adriatică. Roma a putut astfel să pătrundă în politica orașelor-state grecești, Macedoniei și Ligii Aetoliene. Profitând de slăbiciunea Cartaginei, ce se înfrunta cu revolta mercenarilor, a ocupat Corsica și Sardinia.

## Renașterea Cartaginei

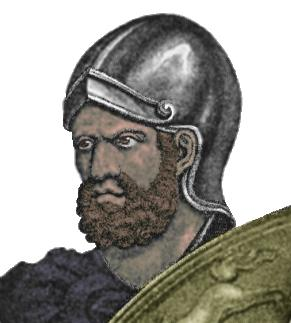
Hannibal

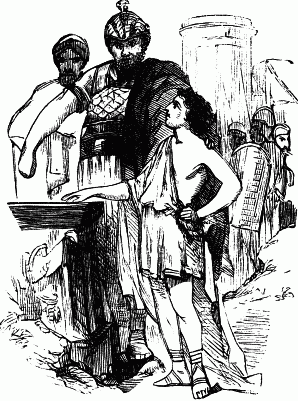
Hannibal pus de tatal sau sa jure razbunarea asupra Romei

Rezolvând problema mercenarilor, Cartagina a căutat o modalitate pentru revenirea ei pe scena istorică. Guvernul orașului era împărțit între facțiunea aristocratică, condusă de familia Hanno, și clasa de mijloc alcătuită din comercianți și antreprenori, condusă de familia Barcidi, reprezentată de Hamilcar Barca. 
Hanno a susținut acordul cu Roma și extinderea puterii cartaginezii în interiorul Africii. Hamilcar a văzut Spania ca un centru economic pentru revigorarea financiară punică și menținerea intereselor comerciale.
Politic, Hamilcar a jucat un rol important în reprimarea revoltei mercenarilor. A preluat comanda unităților de mercenari și a parcurs coasta Africii de Nord până la Strâmtoarea Gibraltar, însoțit de fii săi, Hannibal și Hasdrubal. Au mers de-a lungul coastei iberice, călătorind spre est în căutarea de noi bogății pentru orașul său.
Expediția a luat aspectul unei cuceriri, inițiată fără autoritatea senatului cartaginez. Orașul Gades (Cadiz de azi) a fost capturat. Din 237 î.e.n., anul plecării din Africa până la moartea sa din 229 î.e.n., Hamilcar a reușit să transfere puterea economică și militară de la Cartagina, făcând-o să trimită cantități mari de bunuri și arme către triburile hispanice ca tribut. După moartea lui Hamilcar, fiul său, Hasdrubal preia puterea și a inițiat o politică de consolidare. A încheiat tratate și acorduri cu diverse triburi locale și a clădit un nou oraș: Kart Hadasht sau Nova Cartago-Cartagena.
Angajați în lupta cu celții, romanii au preferat să se alăture cu Hasdrubal în 226 î.e.n. și au încheiat un tratat prin care cartaginezii făgăduiau că nu se vor extinde mai departe de Ebro. Cartaginezii aveau un nou teritoriu și o armata de 50.000 de infanteriști, 6000 de călăreți numidieni și 200 de elefanți de război, constituind o putere militară considerabilă, dar și o problemă economică pentru întreținerea acesteia. În 221 î.e.n., Hasdrubal este ucis de un mercenar, iar armata cartagineză îl alege pe Hannibal în unanimitate. Hannibal avea atunci 26 de ani și fusese al treilea la comandă în Spania. În Cartagina, populația s-a adunat și a decis să ratifice numirea armatei.
Hannibal era de mic incitat să urască Roma de tatăl sau și să jure răzbunarea asupra Romei pentru înfrângerea zdrobitoare și termenii grei impuși, punându-și mâinile în sângele unui miel sacrificat.

## Casus Belli

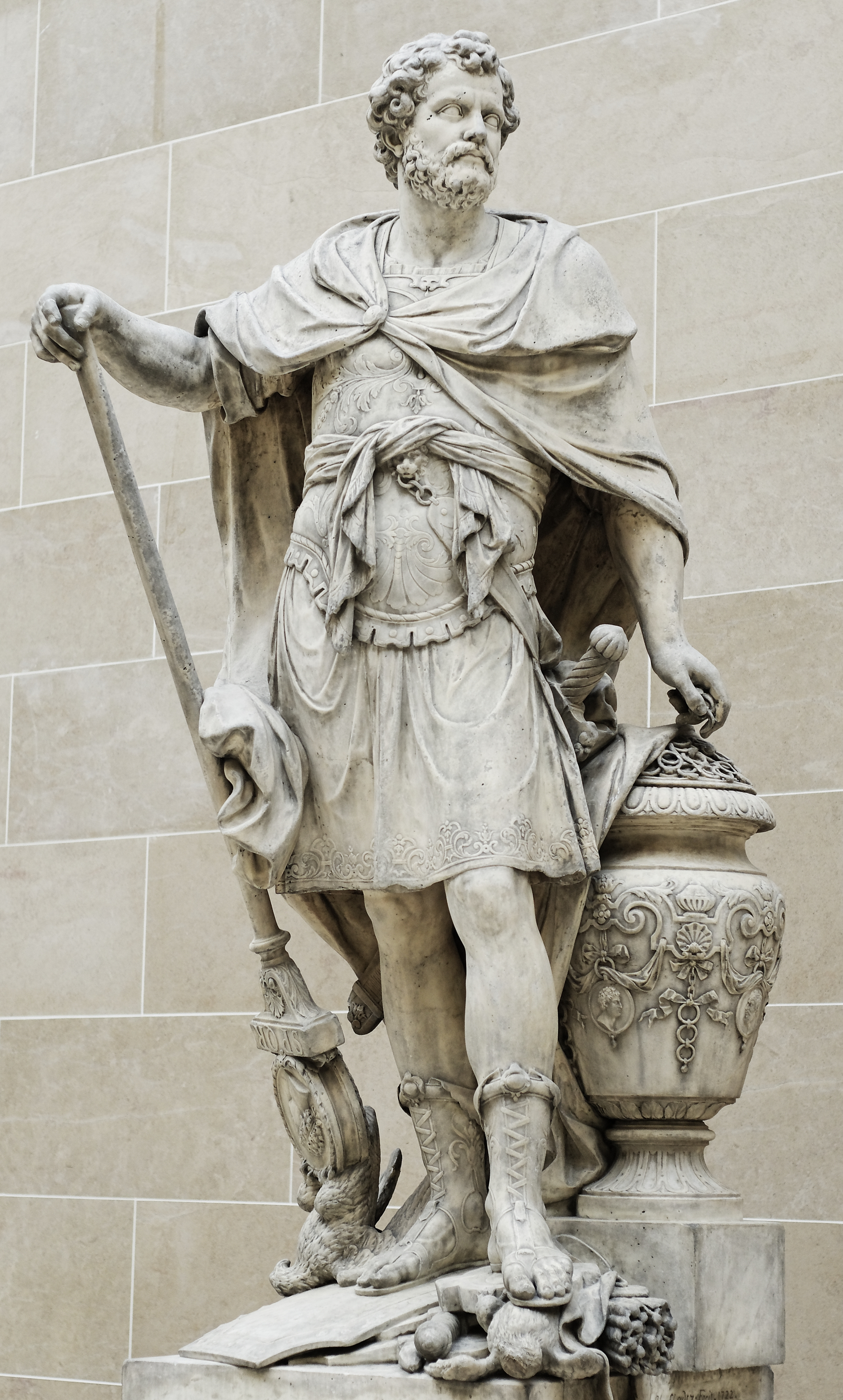
Hannibal-statuie de la Luvru

Polybius a enumerat principalele motive ale izbucnirii celui de-al doilea război punic. Hannibal era mânat de spiritul de răzbunare a tatălui sau, Hamilcar Barca. Dacă nu ar fi fost revolta mercenarilor, cartaginezii ar fi putut să se pregătească de un nou conflict. Hannibal a fost pus de tatăl sau să jure ură veșnică Romei în prezența zeilor. A înțeles de mic copil sensul intim al jurământului. La 26 ani, era comandant al armatei, idolatrizat de oamenii săi cu care trăia ani de zile, împărtășind cu ei situațiile pline de pericole și greutăți.
Cartaginezii îndurau condițiile dure de pace impuse de romani, pierzând Sardinia și Corsica și plata indemnizațiilor de război, printre care și plătirea suplimentară a celor 1200 de talanți. Dar obținerea numeroaselor succese în Iberia de către armatele cartagineze au trezit și revigorat dorința de răzbunare împotriva romanilor.
Polybius îl contesta pe istoricul latin, Fabius Pictor, care a considerat asediul orașului Sagentum și traversarea armatelor cartagineze a râului Ebro că fiind principala cauză. În urmă încheierii tratatului din 226 î.e.n., Ebro limita expansiunea punică, iar unele orașe, deși erau incluse în sfera de influență punică, erau aliatele Romei: Emporion, Rhode și Saguntum. Din poziția sa amplasată pe deal și fiind bine fortificat, Saguntum părea o țintă ideală pentru Hannibal.
Ca un pretext, Hannibal a declarat război orașului. Saguntum a cerut sprijinul Romei, dar aceasta din urmă a trimis doar ambasadori, care nu au fost luați în serios. În martie 219 î.e.n., Saguntum a fost supus unui asediu dramatic care a durat opt luni fără ca Roma să ia măsuri.
"Dum Romae consulitur, Saguntum expugnatur"  
"În timp ce Roma vorbește, Saguntum cade"
Epuizați de foamete, lupte, moarte și disperare, locuitorii orașului s-au predat. Roma a trimis o delegație de ambasadori la Cartagena pentru a cere predarea lui Hannibal ce îi prezentase două propuneri: fie îl predau romanilor pe Hannibal și tot personalul militar, fie declarau război Cartaginei. Un delegat roman si-a pus ambele mâini pe capetele togei sale spre a arăta că soarta cartaginezilor atârna de alegerea lor. Cartaginezii au luat apărarea acțiunilor comise de Hannibal, susținând ca scuză faptul că în tratatul încheiat anterior nu au menționat nimic legat de Iberia sau de Ebro. Saguntum era considerat prieten al poporului roman, iar războiul era inevitabil. Polybius scrie că războiul nu a avut loc în Iberia, ci s-a desfășurat chiar la porțile Romei și în toată Italia.

## Forțe

### Cartagina
În primăvară anului 218 î.e.n., la câteva luni după capturarea orașului Saguntum, Hannibal a finalizat organizarea și mobilizarea armatei sale, aducând din Cartagina 15.000 de soldați și 2000 de călăreți numidieni. Forțele locale și 1000 de ligurieni au rămas în Spania sub comanda fratelui său, Hasdrubal. La Cartagina au fost trimiși 14.000 de infanteriști și 1200 de călăreți, împreună cu 4000 de nobili iberici (erau ostatici pentru a asigura loialitatea ibericilor). Polybius estimează că a luat cu el în expediție 80.000-90.000 de soldați, 12.000 de călăreți și 37 de elefanți.

### Roma

Legiunea polybiana

Conștientă de luptele navale din primul război punic, Roma a organizat o flotă de 200 de quinguireme, orașul în sine dispunând de 24.000 de infanteriști, 1800 de călăreți din rândul cetățenilor recrutați formând 6 legiuni, și 45.000 de infanteriști și 4000 de călăreți proveniți de la aliați, compunând 9 legiuni Socii. Cei doi consuli și-au împărțit sarcinile: Tiberius Sempronius Longus a fost trimis în Sicilia cu două legiuni pentru a pregăti atacul direct asupra Cartaginei și dispunea de o flotă de 160 de quinquireme.
În anii de după război, romanii au fost nevoiți să strângă o armată tot mai mare. În 216 î.e.n. Roma dispunea de 80.000 de infanteriști și 9600 călăreți - 16 legiuni romane. În 211 î.e.n. numărul a ajuns până în acel moment la 23 de legiuni (sau poate chiar 25 ), compuse din 115.000 de infanteriști și 13 000 călăreți, precum și două flote de 150 de nave.

## Expediția

### De la Ebru la Ron

Traseul lui Hannibal

Traversarea Ronului

Hannibal a plecat din Cartago Nova cu forțele sale și a ajuns la cetatea Melita (Malta) care s-a predat fără luptă. Publius Cornelius Scipio Africanul și fratele său, Gnaeus Cornelius Scipio au fost însărcinați cu Spania, primind comanda a două legiuni și forțelor aliaților: 22.000 de infanteriști, 2.000 de călăreți și 60 de corăbii. Planul lor era să lovească Cartagina, considerând că nu sunt destul de pregătiți că să-l atace pe Hannibal în Spania în ciuda solicitării sprijinului localnicilor.
Ambasadorii romani au fost trimiși în peninsula iberică să caute un trib celtiberian cu care să încheie o alianță anti-cartagineză. Unele triburi au acceptat, altele și-au amintit de lipsa de reacție a romanilor în timpul asediului orașului Saguntum și au refuzat. Roma s-a bazat pe propriile resurse din Italia și pe relațiile cu triburile din Gallia Cisalpină.
În luna mai 218 î.Hr. Hannibal a părăsit Peninsula Iberică, cu peste 90.000 -100.000 soldați înarmați și 2000 de călăreți și 37 de elefanți. S-a deplasat rapid pentru a evita o înfruntare directă cu romanii, pentru a preveni un atac asupra Cartaginei și pentru a pune capăt războiului într-un interval scurt pentru a preveni alte costuri economice. A traversat râul Ebru. În aproximativ două luni, a învins triburile ostile, dar a pierdut 22.000 de soldați (uciși sau dezertați). 
A căutat să se alieze cu celții și ligurienii pentru a le traversa teritoriile liniștit sau chiar să-i mobilizeze în lupta împotriva Romei. Pe drum a mai pierdut 13.000 de soldați și 1000 de călăreți. 3000 de carpetani s-au revoltat, iar el a fost nevoit să-i trimită acasă însoțiți de un contigent de 7000 de soldați.
Pe la mijlocul lunii august, cartaginezii au traversat Ronul cu 38.000 de infanteriști și 8000 de călăreți. 
Între timp, boii și insubrii din Gallia s-au revoltat. Aceștia au asediat Modena, obligându-l pe Scipio de a devia de la traseul stabilit în Câmpia Padului, ducând forțele în Gallia. A fost nevoit să se întoarcă la Roma pentru a recruta o a șasea legiune. A revenit din nou la Roma pentru a mai aduce întăriri la Marsilia pentru a-l putea înfrunta pe Hannibal.

### Traversarea Alpilor

Traversarea Alpilor

Hannibal și-a mutat armata pe malul stâng al Ronului. Tribul Volscilor și Scipio cu legiunile lui îl așteptau. Hannibal i-a învins pe volsci. Dar și-a dat seama că nu putea merge spre Italia prin traseul stabilit pe coastă. A fost nevoit să traverseze Ronul și Isere.
Nu există nicio certitudine în privința traseului în Alpi. Sunt multe ipoteze dezbătute de istorici, dar nu există dovezi concludente care să-i ajute pentru luarea unei decizii definitive. Potrivit versiunii lui Polybius, Hannibal a urmat cursul Isere și a decis să traverseze Alpii de la Mont Cenis. 
Conform altor istoric, a traversat Cremonis Iugum (trecerea Little Saint Bernand) ce este menționat de Cornelius Nepos. Alții au sugerat că a traversat Montgenevre. Alte versiuni, bazate pe scrierile lui Polybius, indică faptul că a mers de la Colle dell' Autaret în Valli di Lanzo, prin orașul actual Usseglio.
Teoriile moderne susțin că a mărșăluit din valea râului Drôme și a traversat aria spre sud, de-a lungul drumului modern din Col de Montegenevre, ori a mărșăluit din nord spre văile râurilor Isère și Arc de Savoie, traversâd aria de lângă modernul Mont Cenis ori Little St Bernard Pass. Recentele evidențe numismatice sugerează că armata lui Hannibal a trecut pe lângă Matterhorn.
În orice caz, era sfârșitul lunii septembrie când a început traversarea Alpilor, deci forțele cartagineze au fost surprinse de venirea iernii. Mulți autori consideră expediția lui Hannibal în Alpi ca fiind o realizare supraomenească,  un act eroic. Frigul și efortul au fost simțite de soldați și de elefanții adaptați la mediul mediteranean, nefiind suficient echipați pentru o călătorie la înălțime.
Titus Livius consemna că trecerea a fost realizată în fața unor dificultăți enorme. Dar Hannibal le rezolva cu ingeniozitate, cum ar fi atunci când a folosit oțet și foc pentru a sparge pietre căzute în calea sa. Evenimentul căderilor de pietre este menționat doar de Titus Livius; Polybius este mut pe această temă și nu există nicio dovadă de rocă carbonizată în Alpii de Vest.
Dacă efectivele lui Polybius sunt corecte, după trecerea Ronului, ar sugera că el a pierdut aproape jumătate din forțele sale. Istoricii, cum ar fi Serge Lancell, au pus la îndoială fiabilitatea cifrelor pentru numărul de trupe pe care le-a avut atunci când a plecat din Hispania. Încă de la început, el pare să fi calculat că trebuia să funcționeze fără ajutor de la Hispania.
Cert e că armata punică, cu multe pierderi, a ajuns la Câmpia Padului înainte ca zăpadă să le blocheze drumul. 
Hannibal și armata să au reușit să ajungă în Italia după 20 de zile de lupte grele cu frigul. Ajunși la poalele munților, Hannibal nu mai dispunea decât de o forță scăzută de 30 000 de infanteriști, 6000 de călăreți căliți în lupte și 21 de elefanți supraviețuitori.
Ajuns în Gallia Cisalpină, a traversat teritoriul inamicilor, celții taurini, ce au rezistat, dar au fost copleșiți. Între timp, fratele lui Publius Scipio trimis în Spania pentru a continua războiul, a revenit cu întăriri la Piacenza. Tiberius Sempronius Longus a abandonat ideea de a ataca Cartagina.

## Bătălii duse în peninsula italică

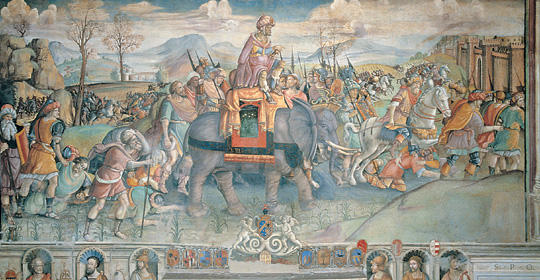
Fapta vitejească a lui Hannibal trecând Alpii cu elefanți de război a curs drept o legendă europeană: detaliu după o frescă: ca. 1510, Muzeul Capitoliului, Roma

### Ticinus
Marșul periculos condus de Hannibal l-au adus pe teritoriul roman. A fost nevoit să înfrunte încercările inamicului pe un teren străin. Apariția lui bruscă i-a determinat pe galii din Câmpia Padului să înceteze alianțele cu romanii.
Consulul Publius Cornelius Scipio, tatăl lui Lucius Scipio Africanul, nu a fost uimit de încercarea lui Hannibal de a traversa Alpii, deoarece romanii au fost pregătiți pentru a se lupta împotriva cartaginezilor din Iberia. Cu un mic detașament încă poziționat în Galia, Scipio a făcut o încercare de a-l intercepta pe Hannibal. Prin decizie promptă și mișcare rapidă, el a reușit să transporte armata din Italia pe mare, în timp ce Hannibal pătrundea în peninsulă. Forțele lui Hannibal au trecut prin Câmpia Padului și s-au angajat într-o bătălie pe scară largă la Ticinus. Aici, Hannibal, cu cavaleria sa superioară, i-a respins pe romani din câmpia Lombardiei. După prima victorie, i-a determinat pe gali și ligurieni să se alăture Cartaginei, ale căror trupe erau susținute de armata sa, de aproximativ 40.000 de oameni.
Scipio a fost grav rănit, fiind salvat doar de fiul  său de 16 ani, care a mers înapoi pe teren pentru a-și salva tatăl său căzut. Scipio s-a retras peste râul Trebia la tabără din Placentia cu armata sa în mare parte intactă.
Alte armate consulare romane au fost trimise de urgență în Campia Padului. Chiar înainte să ajungă știrile despre înfrângerea de la Ticinus la Roma, Senatul a ordonat consulului Sempronius Longus să aducă armata înapoi din Sicilia pentru a întări forțele lui Scipio și să se confrunte cu Hannibal.
Hannibal, prin manevre abile, a fost cât pe ce să-l lovească pe drumul dintre Placentia și Arminum, prin care Sempronius ar trebui să mărșăluiască pentru a-l consolida pe Scipio. Hannibal a capturat Clastidium, din care a preluat cantități mari de provizii pentru oamenii lui. Dar acest câștig nu a fost pe deplin  fiindcă Sempronius a scăpat din vederea lui Hannibal și s-a alăturat colegului său din tabăra din apropiere de râul Trebia lângă Placentia.

### Trebia

Bătălia de la Trebia

La începutul lunii decembrie, armata lui Sempronius Longus număra aproximativ 16.000-20.000 de legionari, printre care și aliați gali. Forțele lui  Hannibal numărau 40.000 de soldați, incluzând celți și insubri.
Într-o dimineață rece din decembrie a izbucnit bătălia de la Trebia. Hannibal a trimis cavaleria pentru a-i provoca pe romani, simulând un atac, urmat de o centrare. Contra sfatului lui Scipio, Sempronius a trimis înainte cavaleria și velites la atac, și în cele din urmă, a ordonat că întreaga armată să avanseze pentru a traversa râul. Hannibal, bine pregătit, nu a avut nicio dificultate în a-i învinge pe râul înghețat. Armata romană a fost nimicită de elefanți, de infanteria și cavaleria cartagineză. Doar 10.000 de soldați romani și o parte din călăreți au supraviețuit și au ajuns la Piacenza și Cremona.
Lonus și Scipio s-au întors la Roma. Mandatele lor de consuli s-au încheiat. Noii consuli aveau să fie aleși și să primească comanda legiunilor. Groaza războiului a determinat Roma să mobilizeze nouă legiuni: una a fost trimisă în Sardinia, două în Sicilia, două au fost staționate la Roma pentru apărare, două au fost trimise în Spania. Întăririle au sosit de la legiunile rămase în Galia, pentru a servi ca garnizoane în peninsulă.
În Spania, Gnaeus Cornelius Scipio, fratele lui Publius Cornelius, a recăpătat Emporion, colonia grecească a orașului Massalía. Cu 24.000 de soldați pe Ebru, a obținut o serie de victorii împotriva triburilor locale și împotriva lui Hanno care a rămas în Pirinei cu 11.000 de soldați. Hanno a fost învins, suferind pierderi masive și fiind capturat. Hasdrubal, ce mărșăluia cu 8000 de soldați pentru a i se alătura, după câteva lupte, s-a întors la Nova Cartagena pentru a staționa pe timp de iarnă în timp ce Gnaeus Scipio se stabilise în Emporion.

### Trasimene

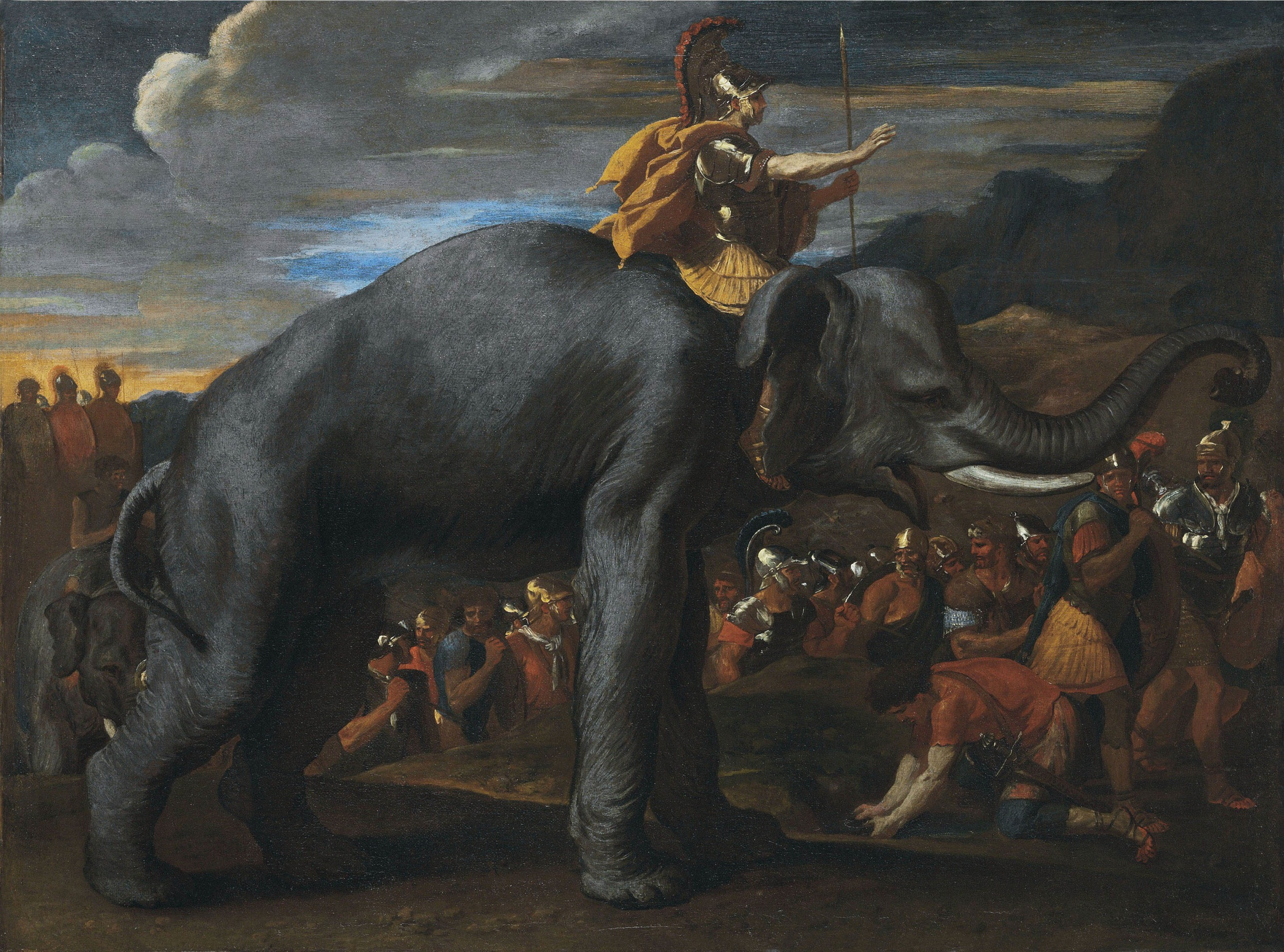
Hannibal

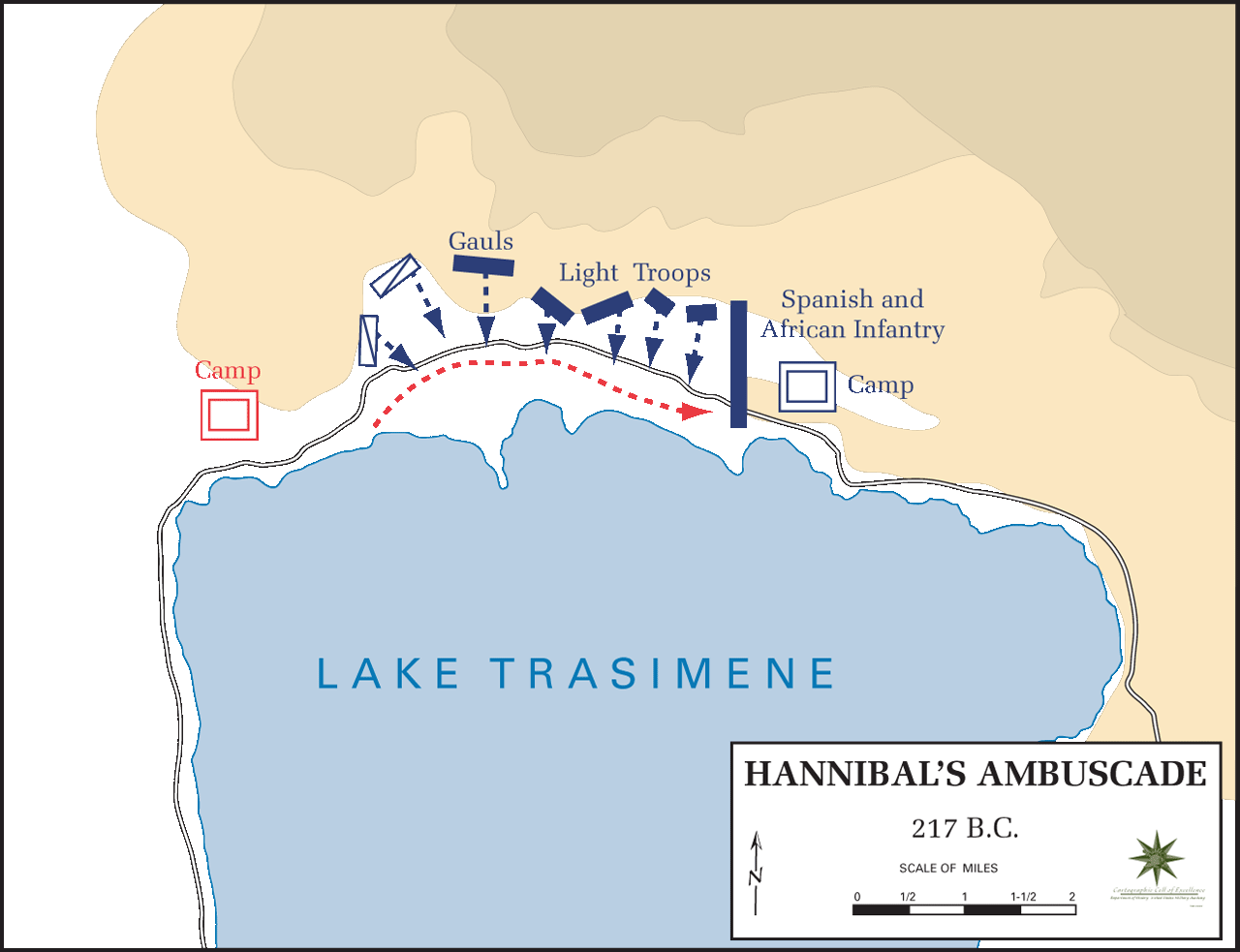
Bătălia de la Lacul Trasimene

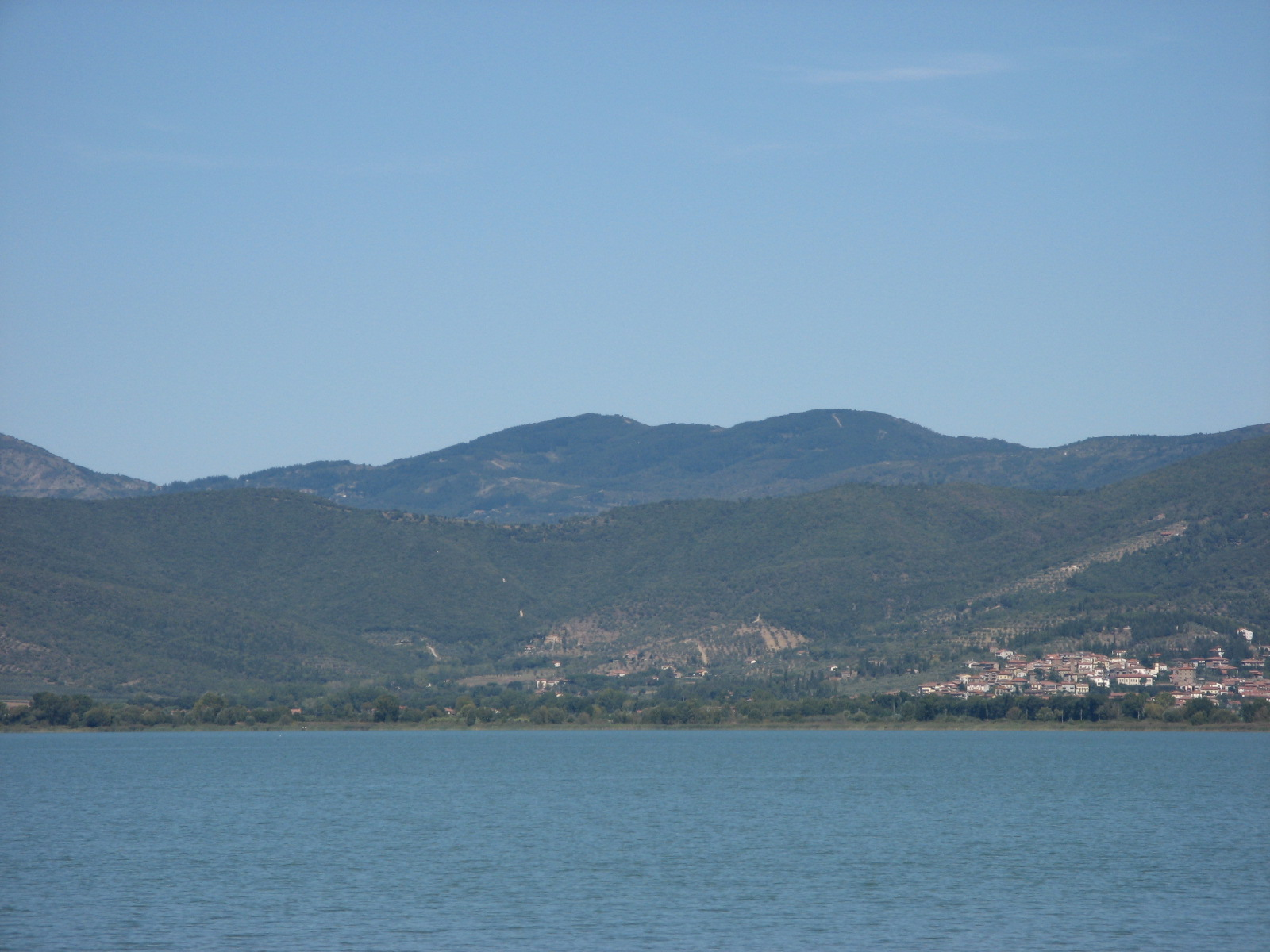
Lacul Trasimene

În 217 î.Hr., noii consuli, Gnaeus Servilius Geminus și Gaius Flaminius, au primit comanda a patru legiuni consulare ce numărau 50.000 de soldați. Legiunile rămase ale lui Sempronius au fost întărite de aliații din Siracuza și s-au oprit la Etruria și Flaminio sub comanda a două legiuni a lui Servilius Geminis pentru apărare. Aveau de partea lor cenomanii și veneții ce le asigurau aprovizionarea cu alimente garnizoanelor din Cremona și Piacenza. Hannibal a iernat în Gallia Cisalpină, neavând cu ce hrăni armata punică. 
În primăvara 217 î.Hr., Hannibal a decis să meargă spre Roma. Armata sa de 50.000 de soldați, incluzând gali, era odihnită. Însă doar un singur elefant supraviețuise. Știind de legiunile staționate în Rimini și Arezzo, generalul cartaginian a decis să traverseze Apeninii prin Pistola. Terenul era dificil și mlăștinos. Armata se mișca lent. Mulți soldați mureau de foame și se îmbolnăveau, iar Hannibal și-a pierdut un ochi din cauza unei insecte care l-a înțepat și i-a provocat o infecție. 
Armata lui Flaminius a fost trimisă spre Arrezo pentru a-l intercepta pe Hannibal. Servillius a pornit dintr-o poziție ceva mai distanță, mărșăluind de-a lungul drumului Via Flaminia alăturându-se colegului său pe care a construit-o. Hannibal nu a așteptat reunificarea armatelor consulare și și-a ridicat tabăra pe dealurile de lângă Lacul Trasimene pentru a-i aștepta pe romani. După cum relatează Polybius, „el [Hannibal] a calculat că, dacă trece în tabără și face o coborâre în cartierul de dincolo, Flaminius ar fi în imposibilitatea de a-l vedea, dar îl va urma în mod spontan el ... și îi va oferi oportunități pentru atac”.
Într-o dimineață, cei 25.000 de soldați ai generalului Flaminius nu erau prea departe de poziția inamicului, neavând măsuri defensive. Hannibal și-a trimis trupele peste coloana legionară ce mărșăluia între dealuri și malul lacului, înconjurând-o din toate părțile. 
A fost un masacru în care 15.000-20.000 de soldați romani au fost uciși și 6.000 au fost luați prizonieri. Mulți au preferat să se înece în lac decât să fie nimiciți de cartaginezi. Însuși consulul Gaius Flaminius a fost doborât în ambuscadă. În ziua următoare, cavaleria numidiana condusă de fratele lui Hannibal, Maharbala, a nimicit cavaleria lui Servilius. Câteva mii de supraviețuitori din legiuni s-au dispersat în Etruria sau s-au refugiat la Roma.
Servillius a luat comanda forțelor navale, iar Regulus l-a înlocuit pe Flaminius în poziția de consul. Între timp, Quintus Fabius Maximus Verrucosus a fost numit dictator temporar. Fabius a impus strategia evitării luptei pe teren deschis, în timp ce introducea mai multe armatele romane în vecinătatea lui Hannibal, în scopul de a-l urmări și de a-l hărțui.
Hannibal ucidea prizonierii, însă pe unii îi elibera fără răscumpărare. El încerca să obțină relații de prietenie cu aliații Romei.
După ce a devastat Apulia, fără a-l aduce pe Fabius la luptă, Hannibal a decis să mărșăluiască prin Samnium la Campania, una dintre cele mai bogate și cele mai fertile provincii din Italia, în speranța că devastarea îl va atrage pe Fabius în luptă. Fabius a urmat îndeaproape calea lui Hannibal, dar a refuzat să se lase atras în luptă. Această strategie a fost nepopulară pentru mulți romani, care au crezut că a fost o formă de lașitate.
Hannibal a decis că nu ar fi înțelept să ierneze în zonele joase deja devastate din Campania, dar Fabius s-a asigurat că toate trecătorile din Campania au fost blocate. Pentru a evita acest lucru, Hannibal i-a înșelat pe romani făcându-i să creadă că armata cartagineză se refugia prin pădure. Când romanii au pătruns în pădure, armata lui Hannibal a ocupat trecerea. Fabius a fost la distanță izbitoare, dar în acest caz, precauția a lucrat împotriva lui. Mirosind o stratagemă (pe bună dreptate), el s-a menținut la distanță. Hannibal a iernat în câmpia din Puglia. Aceasta a fost o lovitură puternică asupra prestigiului lui Fabius și la scurt timp după această perioadă, puterea sa dictatorială s-a încheiat.

### Cannae

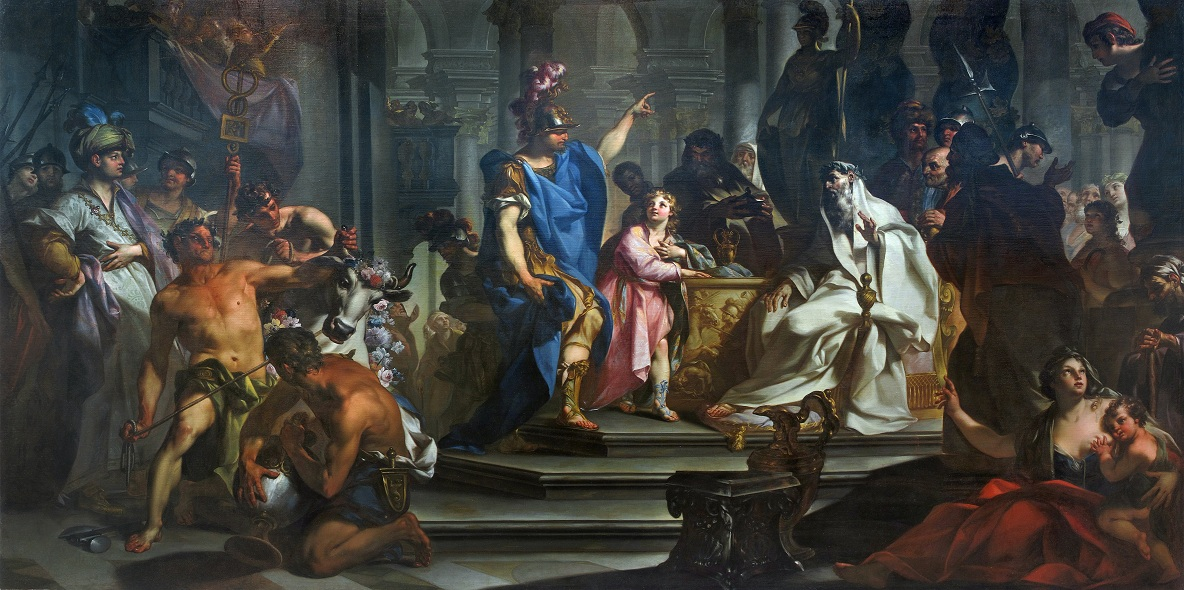
Hannibal jură să-i distrugă pe romani

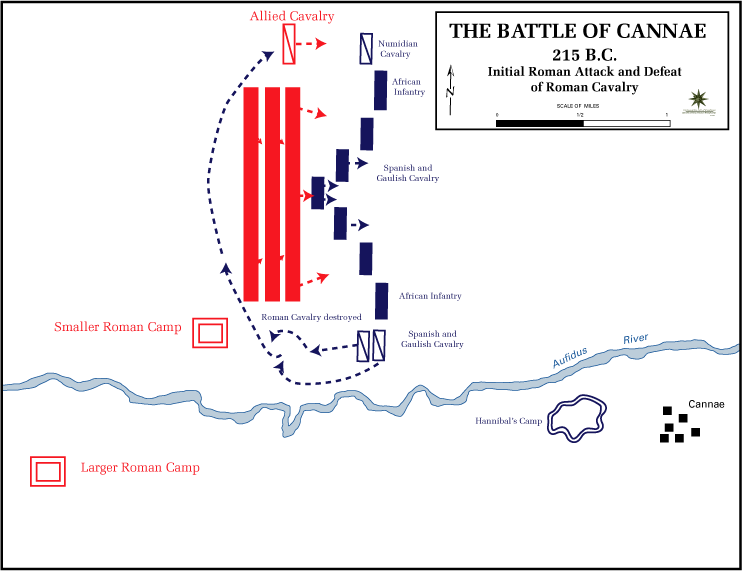
Atacul roman inițial de la Cannae

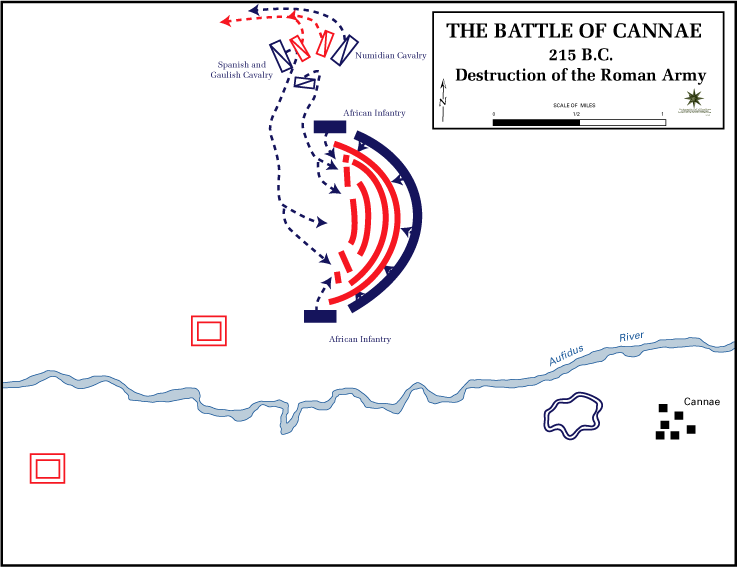
Distrugerea armatei romane

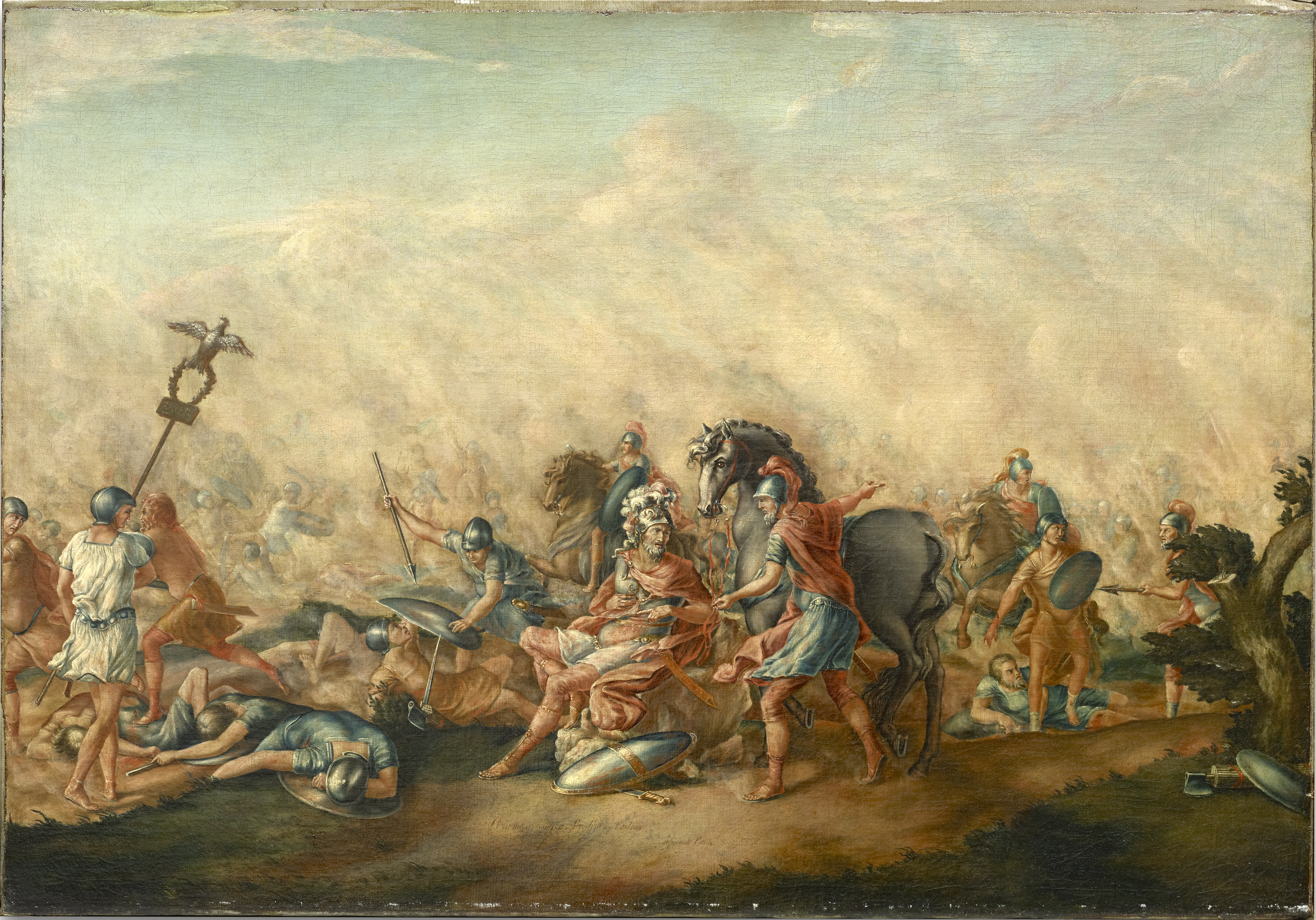
Moartea lui Aemilius Paulus

În primăvara anului 216 î.Hr., Hannibal a luat inițiativa și a pus mâna pe depozitul mare de alimentare de la Cannae, în câmpia din Puglia. Prin capturarea Cannae, Hannibal s-ar fi plasat însuși între romani și sursele lor esențiale de aprovizionare. După ce Senatul roman a reluat alegerile consulare, i-au numit pe Gaius Terentius Varro și Lucius Aemilius Paullus drept consuli. În același timp, romanii, în speranța de a obține succesul prin puterea pură și superioritate numerică, au ridicat o nouă armată de dimensiuni fără precedent estimată la 100.000 de soldați, dar mult mai probabil în jurul 50-80.000.
Romanii și legiunile aliate care aveau să se confrunte cu Hannibal, au mărșăluit spre sud la Apulia. Ei l-au găsit în cele din urmă pe Hannibal pe malul stâng al râului Aufidus și au așezat tabăra la șase mile (cca. 10 km) distanță. Cu această ocazie, cele două armate au fost combinate într-una singură, iar consulii au preluat comanda prin rotație. Varro, care a fost la comandă în prima zi, a fost un om de caracter nechibzuit și arogant (conform lui Titus Livius) și a fost determinat pentru a-l învinge pe Hannibal. Hannibal se baza pe dorința lui Varro și l-a atras într-o capcană prin utilizarea unei tactici de învăluire care a eliminat avantajul numeric roman aflat în scădere în zona de luptă. Hannibal a așezat infanteria sa într-un semicerc în centru, cu aripile compuse din cea galică și cavaleria numidiană. Legiunile romane au intrat în centrul slab a lui Hannibal, dar mercenarii libieni le-au rupt flancurile. Atacul de cavalerie a lui Hannibal a fost irezistibil, și Maharbal, comandantul cavaleriei lui Hannibal, care a condus cavaleria numidiană în dreapta, a spulberat cavaleria romană ce se opunea. Cavaleria grea iberică și galică a lui Hannibal, condusă de Hanno pe stânga, a învins cavaleria grea romană, iar apoi, atât cavaleria grea cartagineză și cea numidiană au atacat legiunile din spate. Ca urmare, armata romană nu avea nicio cale de retragere.
Având în vedere aceste tactici geniale, Hannibal, cu o armată inferioară numeric, a reușit să înconjoare și să distrugă armata romană superioară numeric. În funcție de sursă, se estimează că 50.000-70.000 de romani au fost uciși sau capturați. Printre cei ucisi au fost consulul roman Lucius Aemilius Paullus, precum și doi consuli din anul precedent, doi chestori, 29 din cei 48 de tribuni militari și 80 de senatori voluntari. A fost o luptă cu cea mai catastrofală înfrângere din istoria Romei antice, și una dintre cele mai sângeroase lupte din întreaga istorie a omenirii (în ceea ce privește numărul de vieți pierdute într-o singură zi).
După Cannae, romanii au ezitat să se confrunte cu Hannibal în bătălie, preferând în schimb să-l slăbească prin uzură, bazându-se pe avantajele lor de linii interioare, de aprovizionare și forța de muncă. Ca rezultat, Hannibal nu a mai dus lupte mai mari în Italia, pentru restul războiului. Se crede că refuzul său de a asedia Roma a fost din cauza lipsei de angajament de la Cartagina de a aduce oameni, bani și materiale, precum si  echipamente de asediu. Oricare ar fi motivul, alegerea l-a determinat pe Maharbal să spună: „Hannibal, tu știi cum să obții o victorie, dar nu știi să profiți de ea”.
Ca urmare a acestei victorii, multe părți ale Italiei s-au alăturat cauzei lui Hannibal. După cum notează Polybius, „La cât de gravă a fost înfrângerea de Cannae, cele care au precedat se poate observa prin comportamentul aliaților Romei. Înainte de această zi fatidică, loialitatea lor a rămas neclintită, acum a început să se clatine pentru simplul motiv că ei au disperat romanii de putere”. În același an, orașele grecești din Sicilia au fost induse să se revolte împotriva controlului politic Roman, în timp ce regele Macedoniei, Filip al V-lea, a promis sprijinul său pentru Hannibal - inițiind astfel primul război macedonean împotriva Romei. Hannibal a asigurat o alianță cu Hieronymus, recent numit ca rege al Siracuzei. Susține că în cazul în care Hannibal ar fi primit întăriri materiale corespunzătoare din Cartagina, el ar fi reușit să atace direct Roma. În schimb, el a trebuit să se mulțumească cu supunerea cetăților, și singurul alt eveniment notabil din 216 î.Hr. a fost dezertarea unor teritorii italiene, inclusiv Capua, al doilea mare oraș din Italia. Cu toate acestea, doar câteva dintre orașele-stat italiene care se așteptau să câștige în calitate de aliați au încetat colaborarea.
În pofida superiorității lui Hannibal pe câmpul de luptă, depărtarea de bazele de aprovizionare din Africa de Nord și Spania, dominația maritimă romană, tenacitatea și puterea de rezistență latină au măcinat treptat forțele cartagineze de pe pământul italic. Hannibal a subapreciat sistemul hegemoniei italice. În anul 212 î.Hr. Siracuza a fost cucerită de romani, iar diversiunea de mare anvergură a lui Hannibal din 211 î.Hr., când apare sub zidurile Romei (Hannibal ad portas), nu îi poate obliga pe romani să ridice asediul orașului Capua, care este cucerit și aspru pedepsit.